# Bodenradar (Flugsicherung)

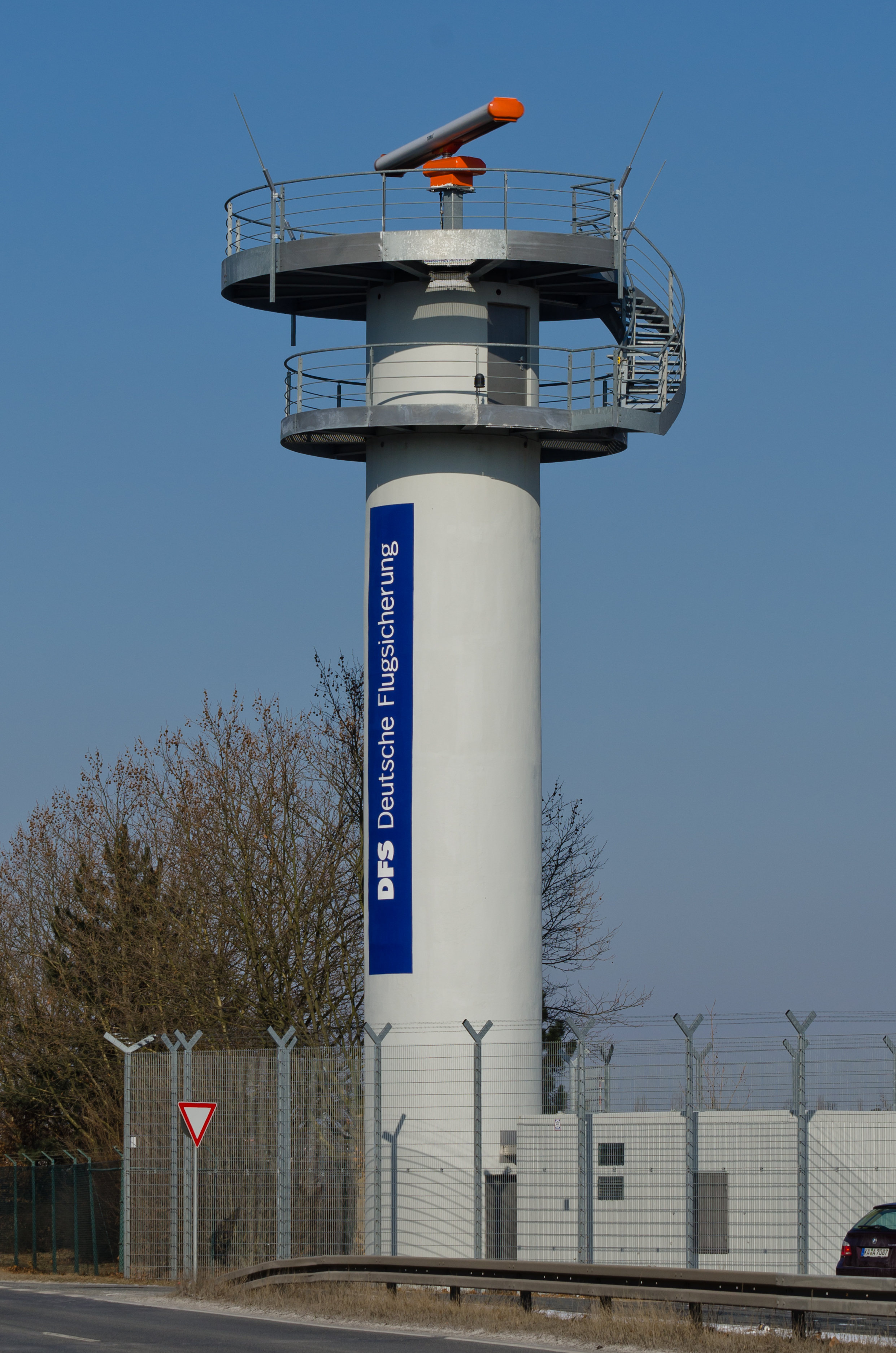
Bodenradar am Flughafen Frankfurt

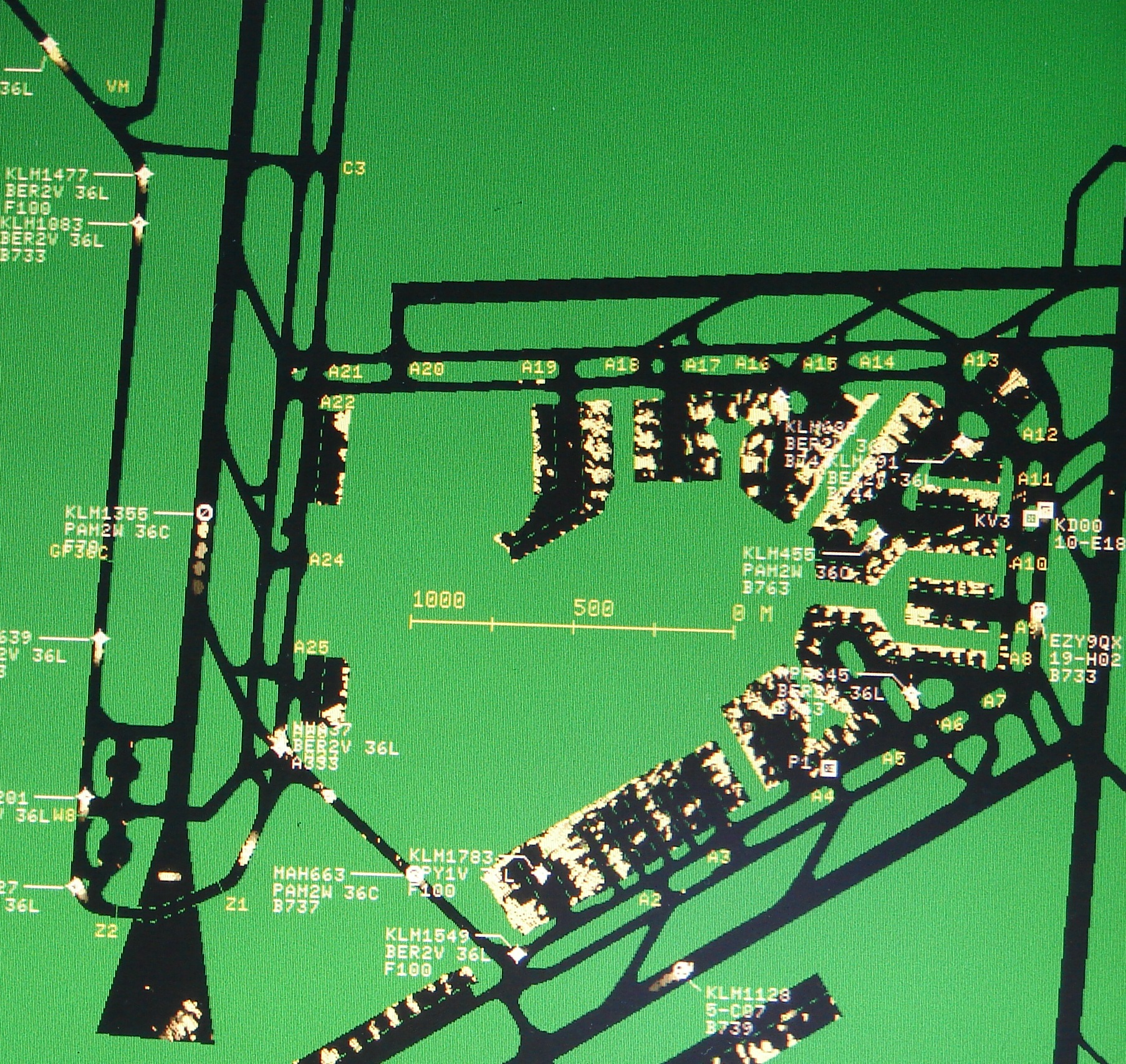
Bildschirmdarstellung der Informationen des Bodenradarsystems am Flughafen Schiphol: (Mit dem Primär-Radar erfasste Objekte erscheinen als Punktwolke. Zusätzlich via Sekundär-Radar identifizierte Objekte sind mit einem Label versehen)

Als Bodenradar, Flugfeldüberwachungsradar, Rollfeldüberwachungsradar oder Vorfeldradar (englisch ASDE = Airport Surface Detection Equipment oder Taxi-Radarchapt.13.4 und später auch SMR = Surface Movement Radar), werden PSR (engl. Primary-Surveillance-Radar, dt. Primär-Radar-Sensor) Radarsensoren bezeichnet, die die passiven Echos aller Objekte auf dem Erdboden im Erfassungsbereich des PSR-Radarsensors empfangen und auf einem analogen (PPI, engl. Plan Position Indicator) oder digitalen Sichtgerät anzeigen. Es erfolgt im Gegensatz zu anderen militärischen oder zivilen Radar-Sensoren wie z. B. ASR, SRE-M oder PAR, keine Erfassung von fliegenden (engl. airborne) Luftfahrzeugen, sondern erst wenn diese gelandet sind. Ein weiterer Unterschied ist, das nicht nur bewegliche, sondern auch sich nicht bewegende Flug- und Fahrzeugen oder stationäre Objekte erfasst werden. Der Erfassungsbereich beträgt in der Regel bis zu 2 NM bzw. 3,7 km um den PSR-Radarsensor. Bei größeren Flugplätzen bei denen nicht der gesamte zu kontrollierende Bereich, z. B. Rollbahnen (en. Taxiways), Ramps und Runways, erfasst werden können kommen oft mehrere PSR-Radarsensoren zum Einsatz.
Die ersten zivilen ASDE-Anlagen und das militärische AN/FPN-31 arbeiteten auf 24 GHz,chapt.13.4, während spätere Versionen im Bereich um 15 GHz bzw. oberhalb 9 GHz betrieben wurden. An deutschen Flughäfen werden ASDE-Anlagen zur Überwachung des Flughafen-Vorfeldes, der Rollwege und der Runways in dem, von der ITU (engl. International Telecommunication Union, dt. Internationale Fernmeldeunion) in den ITU-RR (ITU Radio Regulations) dem ARNS (engl. Aeronautical Radio Navigation Service) bzw. in Deutschland in der VO Funk dem Flugnavigationsfunkdienst zugewiesenen Frequenzbereichen zwischen 9.000 bis 9.500 MHz betrieben.
Die sehr kurzen Wellenlängen (durch die hohen Sendefrequenzen) ermöglichen kleine Abmessungen der Radar-Antennen und damit hohe Drehzahlen der Antenne. Das ermöglicht eine schnelle Zielerneuerungsrate sowie eine sehr gute Auflösung der Ziele in Entfernung und Azimutwinkel. Die kurzen Wellenlängen gehen jedoch mit dem Nachteil der Anfälligkeit für unwerwünschte Reflexionen, z. B. durch Wolken und Regen einher.
Da ASDE-Radarsensoren nur eine PSR-Erfassung ermöglichen, aber keine Identifikation von Luftfahrzeugen oder Bodenfahrzeugen, erfolgt zunehmend die Verknüpfung der durch ein ASDE gewonnenen Zielinformationen mit durch SSR (engl. Secondary Surveillance Radar, dt. Sekundärradar) Radarsensoren oder mittels MLAT-Sensoren (engl. Multi LATeration) aus ADS-B-Squitter (engl. Automatic Dependent Surveillance) gewonnenen eindeutiger Kennung (engl. Identification, ID) von SSR Mode S- und ADS-B-fähigen SSR-Tranpondern. Diese Kombination aus PSR und SSR wird auch als A-SMGCS (engl. Advanced - Surface Movement Guidance and Control System) bezeichnet. Durch den bei SSR Mode S auf 24 Bit begrenzten Adressraum können nur in begrenztem Umfang 24 Bit-Adressen für Bodenfahrzeuge zur Erfassung zugeteilt werden, z. B. Follow-Me- und Feuerwehrfahrzeuge.
Rollfeldüberwachungs-Radarsensoren und A-SMGCS-Systeme werden insbesondere dann eingesetzt, wenn eine visuelle Kontrolle des Verkehrs – zum Beispiel durch Nebel oder fehlende Einsicht aufgrund der Bebaung eines Flugplatzes durch Tower- und Vorfeld-Lotsen (engl. Appron Controllern) nicht möglich ist. Die maschinelle Erfassung der Fahr- und Flugzeuge auf den Rollwegen ermöglicht darüber hinaus die prozessorgestützte Verarbeitung der entstehenden Daten und damit die automatisierte Warnung vor potenziell gefährlichen Situationen auf dem Rollfeld und auch Start- und Landebahnen.

## Alternativen und Ergänzungen
Die Erfassung von Fahr- und Flugzeugen auf Flugplätzen kann auch mittels im Boden eingelassener Induktionsschleifen erfolgen. Da hierbei jedoch keine kontinuierliche Überwachung stattfindet, stellt diese Methode keinen vollwertigen Ersatz für ein Bodenradarsystem dar. Auf kleineren Plätzen ohne oder mit nur wenigen sich kreuzenden Rollwegen wird sie aus Kostengründen dennoch angewendet. In diesen Fällen muss nur eine begrenzte Zahl potenzieller Gefahrenpunkte und -situationen abgedeckt werden, so dass eine kontinuierliche Überwachung nicht notwendig erscheint.
Derzeit (Stand 2006) noch im Experimentalstadium befindet sich ein Rollführungssystem auf Basis von Magnetfeldsensoren.